# 黄龙乡 (山阳县)
黄龙乡是中华人民共和国陕西省商洛市山阳县下辖的一个乡。

## 行政区划
黄龙乡下辖以下行政区：
萝卜沟村、姬家河村、宋川村、韦家垭村、下高山村、柴家坡村